# 疾病管制署

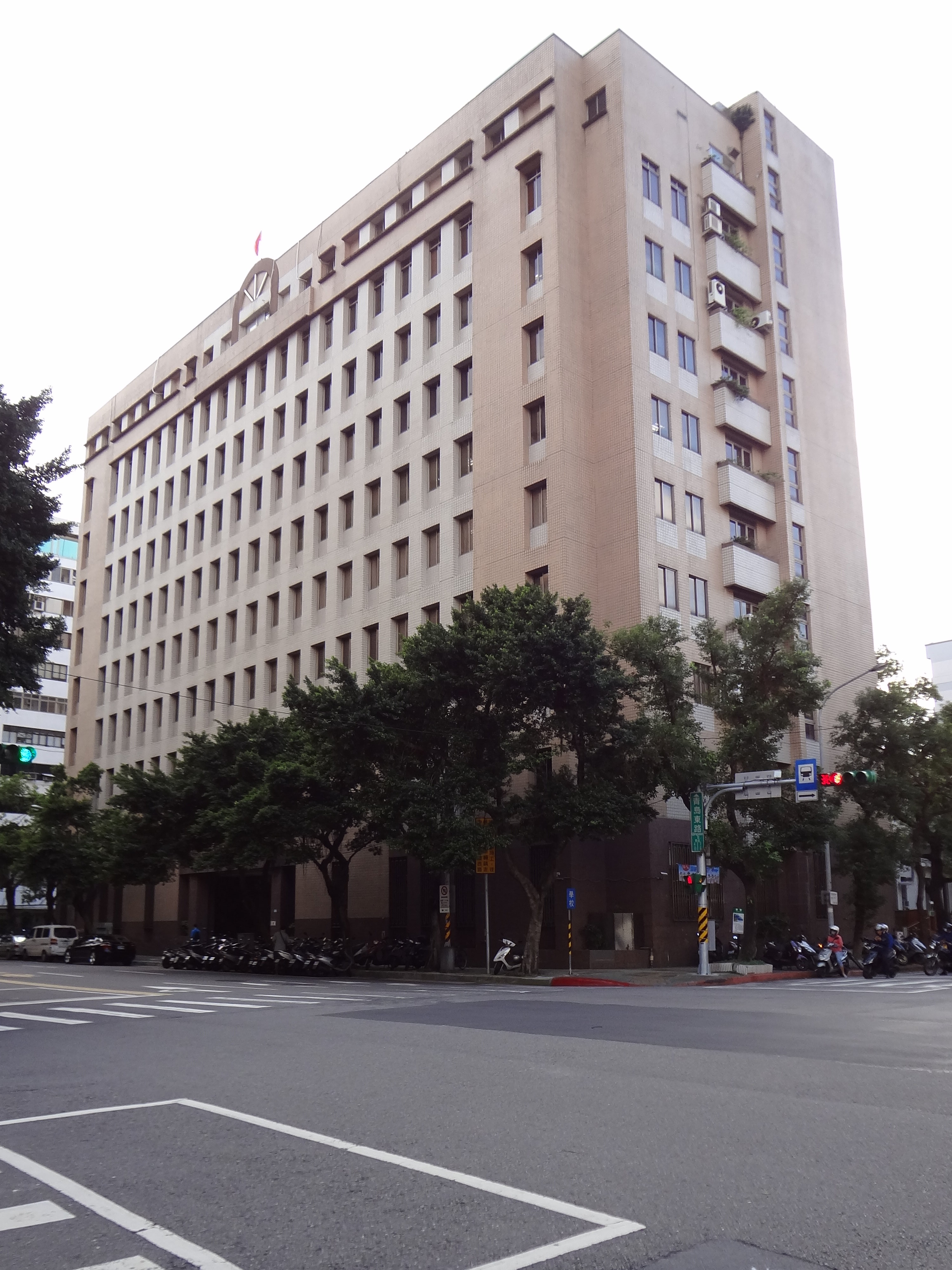
疾病管制署の庁舎ビル

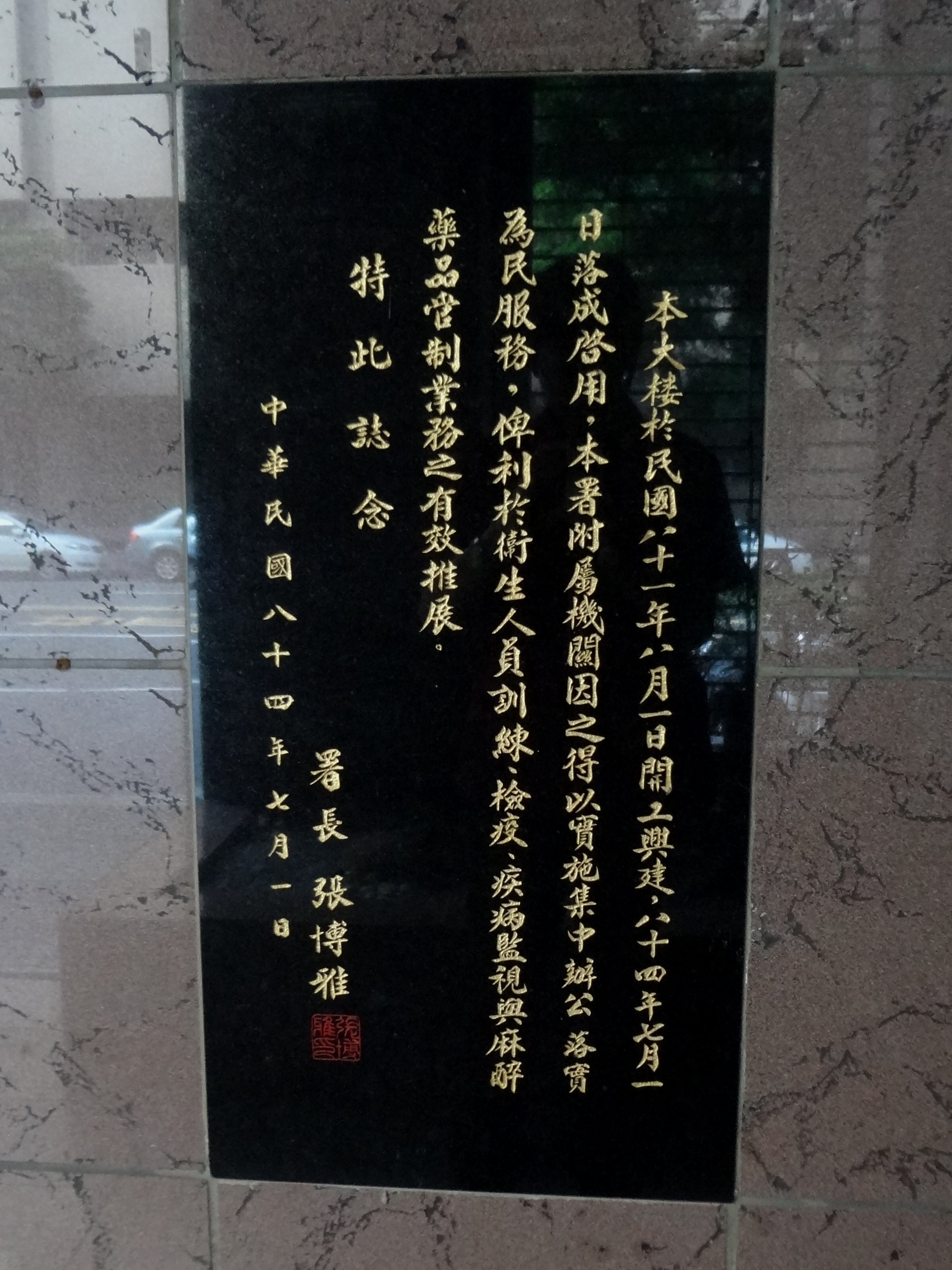
ビルの落成銘板

疾病管制署（しっぺいかんせいしょ、略称：疾管署、Taiwan Centers for Disease Control、英略称：CDC）は、中華民国（台湾）の行政院衛生福利部（厚生省に相当）に属する機関。近代的な防疫体制の構築を担っている。

## 歴史
1995年7月1日、台北市中正区林森南路6号に合同政府庁舎が落成。行政院保健局検疫総所、行政院衛生署衛生人員訓練中心、行政院衛生署麻酔薬品経理処が入居
1999年7月1日、「行政院衛生署疾病管制局組織条例」に従い、伝染病予防機能を統合し、新しい伝染病予防機能を構築。行政院衛生署防疫処、行政院衛生署予防医学研究所と行政院衛生署検疫総所が統合され、「行政院衛生署疾病管制局」が発足。
2013年6月19日、総統令により「衛生福利部疾病対策部組織法」が制定・公布され、 7月23日の行政院の省庁再編成に伴い、衛生署が衛生福利部へ、疾病対策局が衛生福利部疾病管制署に改組された。

## 歴代の長

### 行政院衛生署疾病管制局 局長
- 張鴻仁　(1999年7月1日 - 2000年5月28日)
- 涂醒哲（中国語版）　(2000年5月29日 - 2002年6月30日)
- 江英隆　(2002年7月1日 - 2002年9月15日)
- 陳再晉　(2002年9月16日 - 2003年5月18日)
- 蘇益仁　(2003年5月19日 - 2004年5月19日)
- 施文儀　(2004年5月20日 - 2004年10月17日)
- 郭旭崧　(2004年10月18日 - 2010年4月30日)
- 張峰義　(2010年5月1日 - 2013年7月22日)

### 衛生福利部疾病管制署 署長
- 張峰義　(2013年7月23日 - 2014年4月30日)
- 周志浩　(2014年5月1日 - 2014年6月16日)
- 郭旭崧　(2014年6月17日 - 2016年9月1日)
- 周志浩　(2016年9月2日 - 現任)

## 組織

### 内部機関

#### 管理
- 秘書室
- 人事室
- 資料室

#### 業務
- 感染管理部
- 急性感染症管理部
- 慢性感染症管理部
- 検疫チーム
- 検査、ワクチン開発センター
- 広報室
- 予防医学部

### 直接連携機関
- 台北地区管理センター
- 北区管制センター
- 中央管理センター
- 南区管理センター
- 東部地区管理センター